# NGC 2861
NGC 2861 is een balkspiraalstelsel in het sterrenbeeld Waterslang. Het hemelobject werd op 28 maart 1864 ontdekt door de Duitse astronoom Albert Marth.

## Synoniemen
- UGC 4999
- MCG 0-24-10
- ZWG 6.38
- IRAS 09210+0220
- PGC 26607